# D-37C
Le D-37C (ou D37) est le calculateur de l’ensemble de guidage du missile (MSG) tout-inertiel NS-17. Cette fonction informatique lui permet de naviguer avec précision jusqu’à sa cible, à des milliers de kilomètres. Le NS-17 MGS a été utilisé dans l’ICBM Minuteman II (LGM-30F). Le MGS, conçu et produit à l'origine par la division Autonetics de North American Aviation, pouvait stocker plusieurs cibles préprogrammées dans sa mémoire interne.